# Экспериментальная и клиническая фармакология
Экспериментальная и клиническая фармакология (ISSN 0869-2092) — российский ежемесячный научно-медицинский журнал. Основан в июне 1938 г. Выходит под эгидой Национального фармакологического общества России. Адрес редакции: Москва, Дмитровское шоссе, 157, корп. 6. До 1992 года назывался «Фармакология и токсикология».
Главный редактор: академик РАН В. П. Фисенко. В составе редколлегии: также академики РАН Д. А. Харкевич, В. Г. Кукес, С. Б. Середенин, членкор РАН Н. Л. Шимановский, профессор Р. Д. Сейфулла и др. В составе редсовета: академик НАН РД Ш. М. Омаров, профессора Э. Б. Арушанян, Ю. Н. Чернов и др.
Ранее основной фармакологический журнал РАМН. Организован в 1938 году профессором М. П. Николаевым (1893—1949), долгие годы являвшимся его главным редактором.